# Anthurium tenuifolium
Anthurium tenuifolium är en kallaväxtart som beskrevs av Adolf Engler. Anthurium tenuifolium ingår i släktet Anthurium och familjen kallaväxter. Inga underarter finns listade.